# La Ceiba (paroisse civile)
Pour les articles homonymes, voir La Ceiba.
La Ceiba est l'une des quatre paroisses civiles de la municipalité de La Ceiba dans l'État de Trujillo au Venezuela. Sa capitale est La Ceiba.

## Géographie

### Transports
La paroisse civile est desservie par deux pistes aériennes de la Hacienda San José et celle de Ceibana.

### Démographie
Hormis sa capitale La Ceiba, la paroisse civile possède plusieurs localités :
- La Ceiba
- La Ceibana
- La Ceibita